# Aspidogyne hylibates
Aspidogyne hylibates là một loài thực vật có hoa trong họ Lan. Loài này được (Rchb.f.) Garay mô tả khoa học đầu tiên năm 1977.

## Hình ảnh

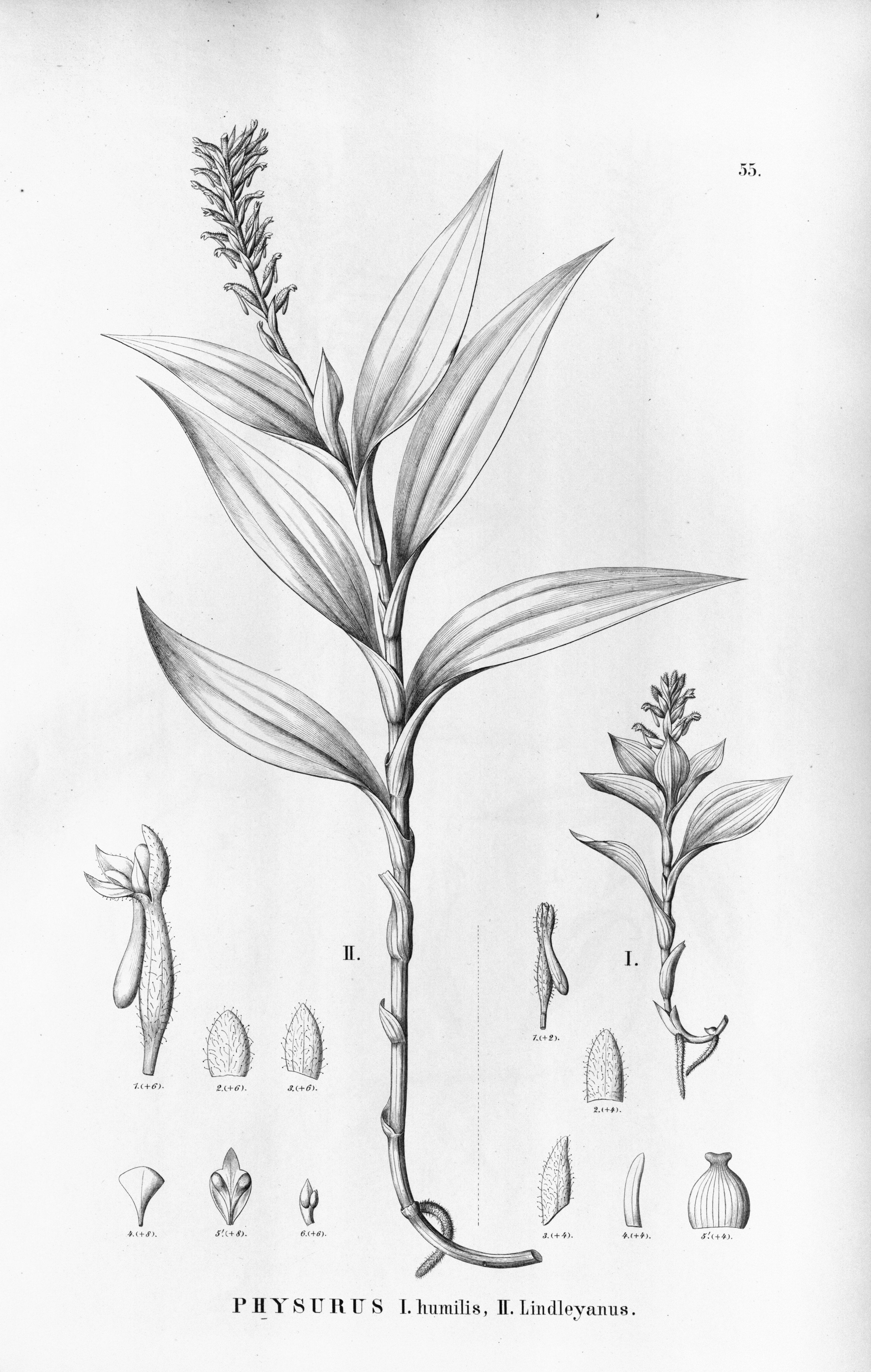